# すぱすぱ
『すぱすぱ』は、三宅大志の漫画作品。富士見書房の雑誌『月刊コミックドラゴン』で2002年11月号から連載を開始、同誌を引き継いだ『月刊ドラゴンエイジ』にも継続され、2006年1月号まで連載された。本編完結後、いくつか残された謎の真相を明かす特別編「すぱすぱ〜もう一人の許嫁〜」が、『ドラゴンエイジ』2006年2月号増刊『ドラゴンエイジピュア』Vol.1に掲載された。
2004年9月24日には、フロンティアワークスよりドラマCDが発売された。カプセルフィギュアとしても発売されている。

## あらすじ
神社の息子、柄杜樹は、なぜか「悪霊」を引き寄せやすい体質。ある日、特に大きな悪霊に襲われた時、1人の少女が不釣り合いに大きな銃で、その悪霊を退治してくれた。その後、帰宅して風呂に入ろうとした樹が脱衣場で出会ったのは、その時の少女だった……!?
不思議変身少女と、臆病だったクラスメイトとの間で揺れる少年・樹は、最後にどんな答えを出すのだろうか？

## 主な登場人物
※声はドラマCD。
柄杜 樹（つかもり いつき）
声：浪川大輔
本作品の主人公。悪霊に狙われやすい体質の男子高校生。2年B組。17歳。
幼い頃に、命を落としかけた鈴に転魂の術で自分の魂の半分を分け与えたが、その時の影響で記憶と、強力な術者としての能力を失った。
鈴とは、親どうしが決めた許嫁だが、本人は認めていない。
鈴と春奈に告白されているが、「大切な何か」を見つけるまでは、どちらを選ぶか決めかねたままの状態。
2年B組では、美少女の鈴・春奈を独占してしまい、男子たちと千早に恨みを買っている。
栖羽 鈴（すわ すず）
声：斎藤千和
柄杜家と親しい栖羽家の娘。17歳だが、外見は小学生。
身長142cm、体重35kg。碧の瞳に、明るい栗色のロングヘアー。髪は頭の後ろで、大きなリングで左右2束にまとめている。1月12日生まれ。
感情を表すアホ毛があり、ハートマーク、クエスチョンマークなどの形になる。
苺と猫が好きで、マヨネーズとネズミが嫌い。
悪霊狩り。SPAS12のモデルガンを愛用するため、コードネーム「スパス」と呼ばれている。
樹とは、親同士が決めた許嫁。ただし、料理の腕は壊滅的で、練習しているものの上達はしていない。
樹のことを「いっちゃん」と呼び、誰よりも大好き。
幼い頃、悪霊に魂を傷つけられて死にかけたが、樹に魂の半分をもらい、生き長らえることができた。
樹から分け与えられた魂が定着するには10年を要し、その間は樹と会うことができなかった。
悪霊に魂を傷つけられた時の影響で、その年齢のまま身体の成長がほとんど止まっている。ただし、樹とキスをすると、魂が活性化されて短時間ながら本来の年齢の身体になることができる。
樹と「結ばれる」と、完全に本来の身体に戻った上、年齢相当の成長も続くらしい。
変身時は、身長160cm、体重48kg、B88/H58/W87。スタッフには「アダルト鈴」と呼ばれていた。
柄杜家に来る前は、ミッション系の女子高に通っていた。
樹の父親の手により、樹と同じ2年B組に転入した。
文化祭のコスプレ喫茶では、ゴスロリメイド姿を披露した。
水森 春奈（みなもり はるな）
声：神田朱未
樹のクラスメイト。「ふわわ〜」という、独特の口癖が特徴。
身長158cm、体重45kg、B85/W56/H85。とび色の瞳に、濃い栗色のロングヘアー。髪は、独特のまとめ方をしている。9月6日生まれ。
クリームシチューと雨が好き。料理の腕前は、樹が喜ぶようなお弁当が作れるほど。
引っ込み思案で、とても恥ずかしがり屋な性格。お化けが嫌いらしい。
元、飛び込みの選手。
中学の頃から、樹が気になっていたが、高校に入ってから許嫁の鈴のに負けじと、樹に告白した。その翌日から毎朝の登校時に樹を迎えに行き、樹・鈴といっしょに登校している。
文化祭のコスプレ喫茶では、メイド姿を披露した。
樹のクラスメイトの中では、初めて鈴の変身の秘密を知った。その後、樹へのアピールはさらに積極的になっている。
やたらと「事故」や「偶然」で、樹に胸を触られたりスカートに顔を突っ込まれたりした。そのため、スタッフには「エロ森」や「お色気担当」などと呼ばれている。
柄杜 燐（つかもり りん）
声：望月久代
樹の実妹。樹より2歳下。術者としての3年間の修行を終え、柄杜神社に帰って来た。
鈴と同じく、感情を表すアホ毛がある。鈴とは、アホ毛どうしでチャンバラができる。
武器は「大哭筆(だいこくふ)」という巨大な筆。これで空間に魔法陣を描く「筆技（ふぎ）」や、直接悪霊を叩く「滅魔乱舞」により、悪霊を退散させる。
料理の腕前は、かなりのもの。
まだお子さま体形で、変身した鈴に勝てないのが悩み。
結城 千早（ゆうき ちはや）
声：森永理科
春奈のクラスメイトで親友。非常に気が強く、中学の頃いじめられていた春奈を助けて以来、春奈を守る役となっている。
そのため樹を敵視しているが、春奈が樹に告白していたと知ると「私はあんな奴のことなんて別に…」と頬を染め胸を痛めていた。
濃い青紫色のショートヘアー。瞳も青紫色。
中学時代は、春奈と同じクラスになることはなかった。
高校になってからは、春奈に愛情を感じていて、いわゆるレズっ気がある。
文化祭のコスプレ喫茶では、チャイナ服姿を披露した。
千早の辞書には「不可抗力」の文字はないらしい。
かつて、地震で生き埋めになり、九死に一生を得たことがある。そのため、地震や閉じこめられることを極端に怖がる。
実は作者の一番お気に入りなキャラらしい。
津田 孝志（つだ たかし）
樹の親友で、2年B組のクラスメイト。何かと樹たちを騒がせるトラブルメーカー。
鈴のことが少し気になっているらしい。
焔騎（えんき）
声：檜山修之
燐の式神。キョンシーの頭だけの姿をしている。
実は非常に強力な式で、そのためかやたら態度がでかい。ふだんは、燐により力を封じられている。
力を開放する「符」により、巨大化などの様々な力を得る。
いつも一言多く、燐におしおきされている。そのためか、出番が少ない。
焔の魔人なのに、猫舌らしい。
ドラマCDの出演者からは「丸いもの」や「ボール」などと呼ばれていた。
栖羽 詩織（すわ しおり）
鈴の母親。見た目はとても若い。
鈴と同じく、感情を表すアホ毛がある。
朝方、樹の布団にもぐり込むというお茶目な一面もある。
栖羽 修士（すわ しゅうじ）
鈴の父親。やはり見た目は若々しい。
鈴自身の幸せを願っており、鈴と樹の結婚には、あまりこだわっていないらしい。
柄杜 蒼真（つかもり そうま）
声：稲田徹
樹の父親。柄杜神社の神主。おおらかな性格で「樹と鈴は合意の上なら、いつ結ばれても構わない」と公言している。
柄杜 静瑠（つかもり しずる）
樹の母親。故人。鈴が落とした指輪を依代として、樹の前に姿を現した。
春奈の父
本名不明。単行本第5巻のおまけまんが「水森家の食卓」で登場。
弁当を作るほど好きな人が娘にできていると聞いて「絶対嫁にはやらないぞー！」と叫んだ。
倉橋 翔子（くらはし しょうこ）
樹の従姉。
樹のことを「いっくん」と呼ぶ。恋心はなく、弟のようなものとして見ている。
樹の「恥ずかしい過去」をたくさん知っているらしい。
柊 真琴（ひいらぎ まこと）
コミックドラゴン連載中の記事ページで特ダネ担当をしていた、樹たちの1つ後輩で、報道部の女の子。作品中、唯一の眼鏡っ娘である。
単行本では、カバーをはずした本体表紙「スポットライトは誰が為に……」に登場している。
掲載誌がドラゴンエイジにリニューアルしてからは記事ページがなくなったため、単行本の本体表紙が唯一の登場場所となった。かなり不幸な設定である。
「すきゅっ」という口癖がある。
刀杜 楓（とうもり かえで）
特別編に登場。刀杜神社に奉られている神剣の刀身を代々守る、刀杜家の娘。神社では巫女をしている。
16歳、高校1年生。身長150cm。B79/W51/H80。
黒いロングヘアーをツインテールにしている。瞳はえんじ色。ツリ目である。
柄杜神社に突然現れて、樹に「私の許嫁」と告げ、樹と鈴を驚かせた。
剣を守る巫女だけに、剣術の腕前もかなりのもの。
本来、樹の許嫁となるべき人物だったが、樹が力を失ったため、その話は立ち消えとなっていた。
力が戻った樹と再び許嫁となることは当然と考えている。もちろん、鈴をライバル視している。

## 主要アイテム
SPAS12（スパス12）
元は、イタリアのフランキ社が製造した大型の12ゲージショットガン。
鈴が悪霊退治に使っているのはこれのモデルガンであり、霊力の塊を撃ち出している。ただし、その威力は実銃よりもはるかに強力らしい。
ストーリーが進むに連れて悪霊の登場が減り、それに伴って鈴がSPAS12を撃つシーンも少なくなった。
指輪
鈴が幼い頃、縁日で樹に買ってもらった大切なもの。樹はその時「これを一生大事にしてくれるなら、鈴をお嫁さんにする」と約束したが、記憶を失うとともにこの約束も忘れてしまっていた。
学校での肝試しのどさくさで鈴が落としたが、静瑠の霊の依代となり見つけることができたと同時に、樹が過去の約束を思い出すことになった。
刀剣
いかなる魔をも滅する刃を持つという、神の力を秘めた剣。
あまりにも強大な力を持つため、ふだんは刀身と柄を分け、刀身は刀杜神社で、柄は柄杜神社で保管されている。

## 主な舞台
柄杜神社（つかもりじんじゃ）
樹や燐の自宅であり、鈴もここに居候中。裏手の山の上には、柄杜家の墓もある。
神剣の柄を奉っている。ご神体が“つかむもの”であるため、それにちなみ「願いや希望を“つかみ取る”」として、「祈願成就」に御利益のある神社とされている。
年に一度ご神体の公開日があり、その日は願掛け祭りとして参拝客でにぎわう。また、この日は、樹の母の命日でもある。
高校
学校名は不明。樹たちは、2年B組に所属している。

## 書誌情報等

### 単行本
角川書店より「ドラゴンコミックス」として刊行された（絶版）。第6巻には『月刊ドラゴンマガジン』2004年10月号に掲載の番外編「DRESSING ROOM」を収録。前述の特別編「すぱすぱ〜もう一人の許嫁〜」を収録した第7巻（最終巻）の発売も第6巻の巻末で予告されたが、未刊に終わっている。
1. 第1巻（2003年5月31日発行） ISBN 4-04-926227-4
2. 第2巻（2003年12月25日発行） ISBN 4-04-926238-X
3. 第3巻（2004年9月1日発行） ISBN 4-04-926249-5
4. 第4巻（2005年4月27日発行） ISBN 4-04-926255-X
5. 第5巻（2005年9月1日発行） ISBN 4-04-926258-4
6. 第6巻（2006年3月1日発行） ISBN 4-04-926261-4

特別編の完全版や描き下ろしが含まれた『すぱすぱ』が、全4巻に再録されて一迅社より発2011年7月から8月に発売された。
1. 第1巻（2011年7月25日発行） ISBN 978-4-7580-0623-1
2. 第2巻（2011年7月25日発行） ISBN 978-4-7580-0624-8
3. 第3巻（2011年8月25日発行） ISBN 978-4-7580-0647-7
4. 第4巻（2011年8月25日発行） ISBN 978-4-7580-0648-4

### ドラマCD
ドラマCD『すぱすぱ』は、フロンティアワークスより2004年9月24日に発売された。オリジナルストーリーで、1話あたり約4～17分、全7話が収録されている。通常版に加え、特典ディスクがついた初回限定版も同時発売された。
メインキャスト以外は以下のとおり。
- 魔物 - 島香裕
- 右近 - 遊佐浩二
- 左近 - 松本吉朗
- オバ1 - 重松朋
- オバ2 - 水谷ケイコ
- 教師 - 鈴木琢磨
- 生徒1 - 羽多野渉
- 生徒2 - 出村貴
- 生徒3 - 宮本克哉

## カプセルフィギュア
トイズワークスから「すぱすぱ」カプセルワークスコレクション全5種+シークレット2種が各300円にて発売された。このカプセルフィギュアの内の「栖羽鈴」の別バージョンが特別小冊子を付けて誌上通販された。

## テレビアニメ
ろんぐらいだぁす!の12話に栖羽 鈴（台詞なし）がゲスト出演している。また、同作主人公である亜美のバイト先の同僚として、千早（cv森永理科）が登場し、自転車関係の費用で金欠の亜美にメイドカフェレストランを紹介している。